# Martin Schatke
Martin Schatke (* 15. Oktober 1977 in Schotten) ist ein deutscher Hörspiel-, Lyrik- und Schulbuch-Autor.

## Leben
Schatke legte 1997 sein Abitur am Albert-Schweitzer-Gymnasium in Alsfeld ab und studierte Germanistik und Geschichte an der Eberhard-Karls-Universität Tübingen. Als ausgebildeter Gymnasiallehrer unterrichtete er 2003 die Fächer Deutsch, Geschichte, Politik und Wirtschaft zunächst am Technischen Schulzentrum der Johann-Jakob-Widmann-Schule in Heilbronn, seit 2011 am Berufskolleg des Rhein-Erft-Kreises in Bergheim.
Seit 2007 verfasst Martin Schatke Lehrwerke bei Westermann Berufliche Bildung. Darüber hinaus schreibt er Lyrik, die in verschiedenen Anthologien veröffentlicht wurde. 2024 erschien seine erste Gedicht-Sammlung im Baltrum-Verlag. 2020 wurde er mit dem Lyrischen Lorbeer in Gold ausgezeichnet.
Seit der Folge 24 schreibt er in der Nachfolge von Kevin Hayes (Pseudonym für Horst Hoffmann) die Dialogbücher für die Science-Fiction-Hörspiel-Serie Jan Tenner – Der neue Superheld, die bei den Labels Kiddinx bzw. Zauberstern Records erscheinen.
2024 steuerte Schatke die Skripte zu zwei Spezialfolgen des neuen Superhelden bei, die ein Crossover mit dem Computerspiel Outcast 2 – A New Beginning darstellen. Überdies ist er Autor der interaktiven Jan-Tenner-Sonderfolge Metamorphose des Grauens.

## Hörspiele
Jan Tenner – Der neue Superheld (Kiddinx/Zauberstern Records)
- Folge 24: Der Sternenmoloch (2023)
- Folge 25: Freiheit für Nyrad (2024)
- Folge 26: Die Quanten-Seuche (2024)
- Folge 27: Die teuflische Falle (2024) (Co-Autor: Oliver Timpe)
- Folge 28: Rätsel der Rotwelt (2024)
- Folge 29: Allianz des Schreckens (2024)
- Folge 30: Furiosas neuntes Leben  (2024)
- Folge 31: In den Fängen der Kobra (2024)
- Folge 32: Im Bann des Fraktalfeuers (2024)
- Folge 33: Der gestohlene Planet (2024)
- Folge 34: Herr der Rotwelt (2025)
- Folge 35: Amoklauf der Tecramils (2025)

Jan Tenner – Der neue Superheld: Spezialfolgen (Kiddinx/Zauberstern Records)
- Nr. 01: Sturm über Shamazaar (2024)
- Nr. 02: Das silberne Unheil (2024)

Jan Tenner – Classic (Kiddinx)
- Metamorphose des Grauens (2024)

## Lyrik
glückliche papiergefangenschaft. Baltrum Verlag, 2024, ISBN 3-75846-385-8

## Auszeichnungen
- 2020: Lyrischer Lorbeer in Gold für das Gedicht digitales dasein